# Pachypasa
Pachypasa är ett släkte av fjärilar. Pachypasa ingår i familjen ädelspinnare.

## Bildgalleri

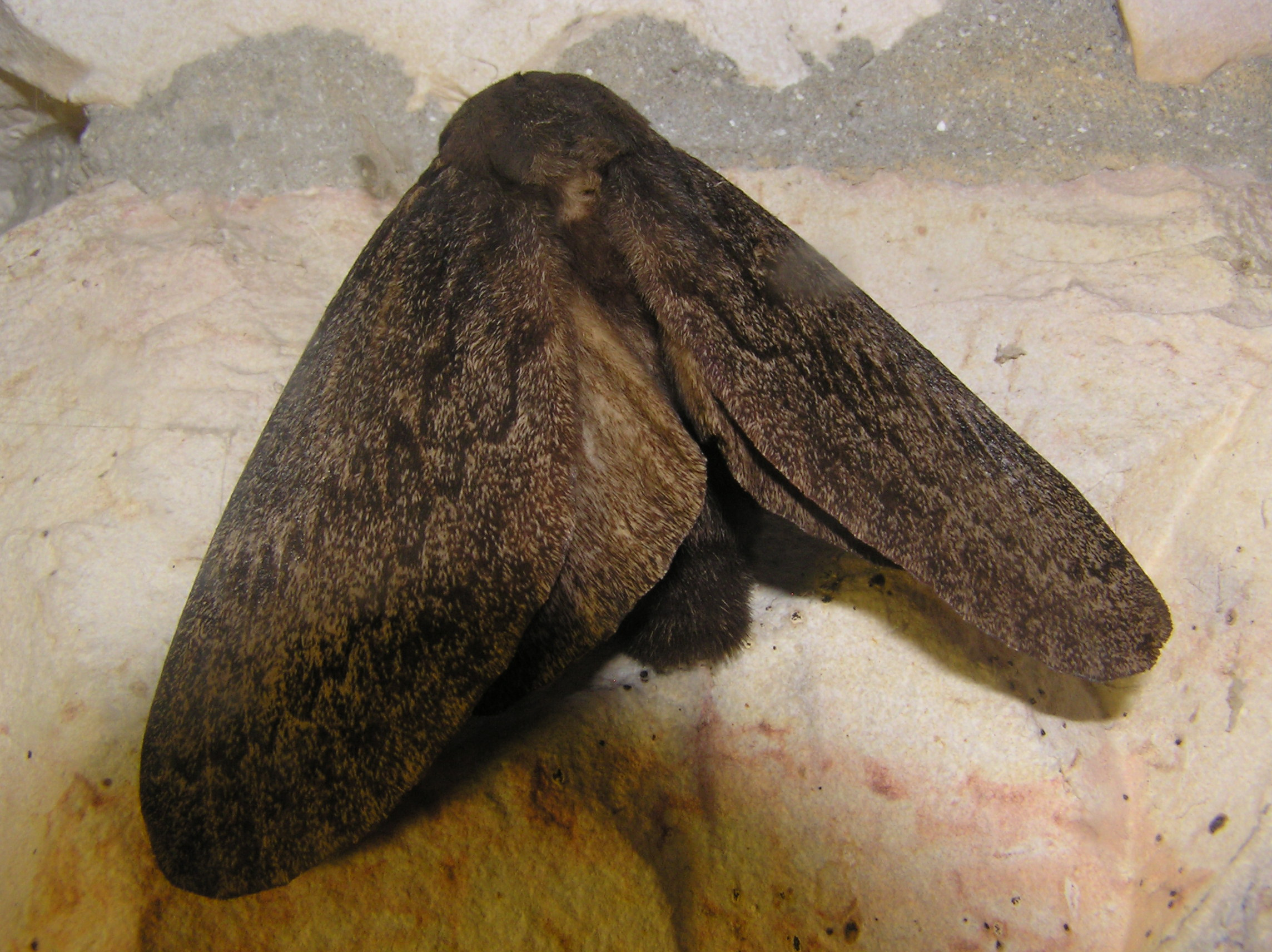
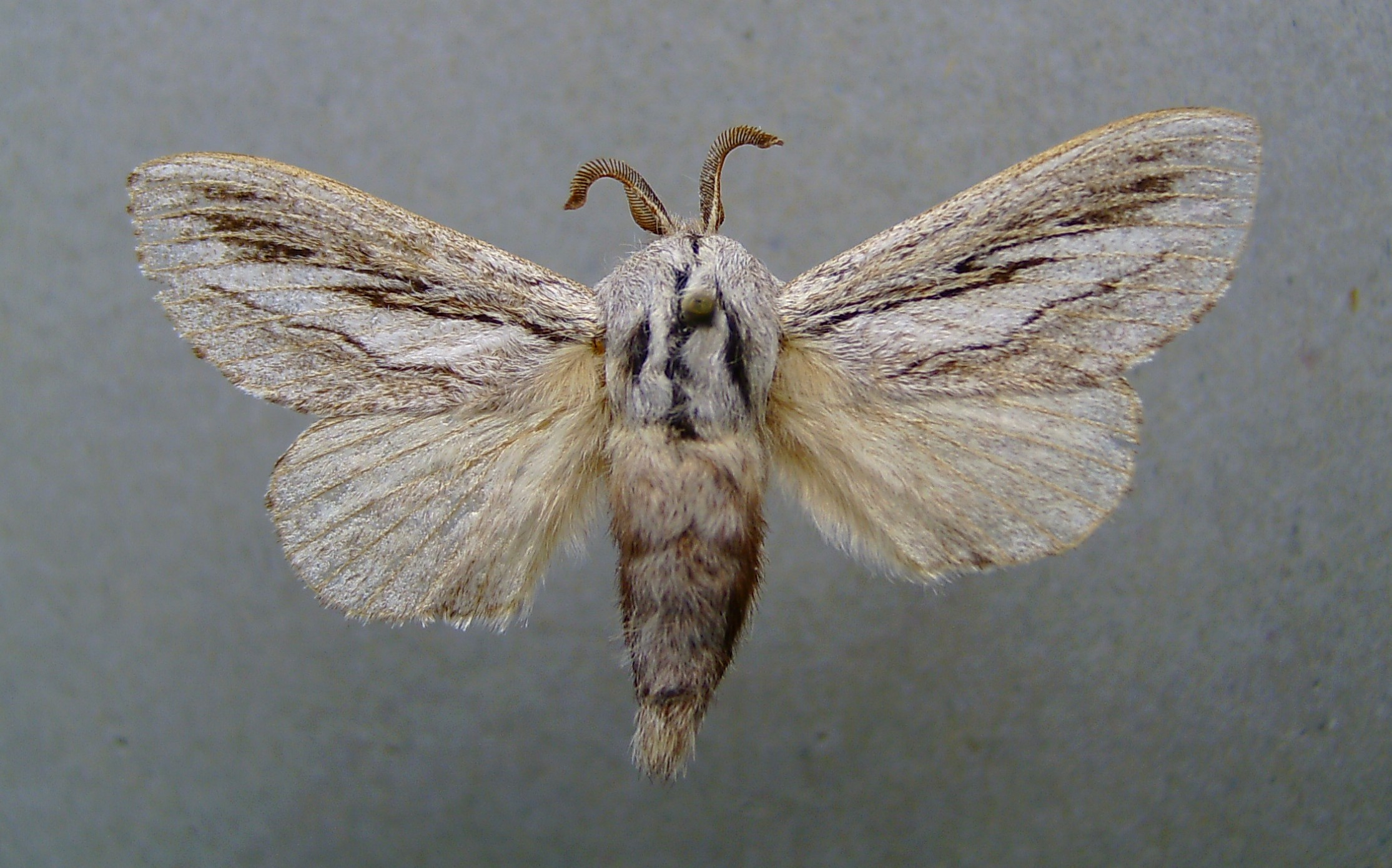

## Dottertaxa tillPachypasa, i alfabetisk ordning[1]
- Pachypasa agrius
- Pachypasa albofasciata
- Pachypasa anagnostarai
- Pachypasa androphila
- Pachypasa argibasis
- Pachypasa asopha
- Pachypasa auriflua
- Pachypasa bifascia
- Pachypasa bilinea
- Pachypasa capensis
- Pachypasa choerocampoides
- Pachypasa concolor
- Pachypasa convergens
- Pachypasa cornuta
- Pachypasa dallana
- Pachypasa denticula
- Pachypasa drucei
- Pachypasa dryophaga
- Pachypasa elgonensis
- Pachypasa enigmatica
- Pachypasa epithymia
- Pachypasa ferruginea
- Pachypasa fulgurata
- Pachypasa fulminea
- Pachypasa fulvescens
- Pachypasa fulvida
- Pachypasa honrathii
- Pachypasa imitans
- Pachypasa intermedia
- Pachypasa jamiesoni
- Pachypasa lanceolata
- Pachypasa laterifascia
- Pachypasa lateritia
- Pachypasa ligniclusa
- Pachypasa limosa
- Pachypasa lineatum
- Pachypasa lineosa
- Pachypasa lomia
- Pachypasa madelinae
- Pachypasa marshalli
- Pachypasa meloui
- Pachypasa mesoleuca
- Pachypasa mirabile
- Pachypasa morosa
- Pachypasa multipunctata
- Pachypasa mutabile
- Pachypasa nasmythii
- Pachypasa nigrescens
- Pachypasa nilotica
- Pachypasa obscura
- Pachypasa occidentalis
- Pachypasa ondulosa
- Pachypasa orientalis
- Pachypasa orientis
- Pachypasa otus
- Pachypasa pallens
- Pachypasa papyri
- Pachypasa papyroides
- Pachypasa philargyria
- Pachypasa phocea
- Pachypasa phronema
- Pachypasa picturata
- Pachypasa pithyocampa
- Pachypasa plagiogramma
- Pachypasa powelli
- Pachypasa pulchristriatum
- Pachypasa punctulata
- Pachypasa pyrsocoma
- Pachypasa pyrsocorsa
- Pachypasa rectilineata
- Pachypasa richelmanni
- Pachypasa rohdei
- Pachypasa rubra
- Pachypasa semna
- Pachypasa senex
- Pachypasa sericeofasciata
- Pachypasa sophax
- Pachypasa subfascia
- Pachypasa subhyalina
- Pachypasa sultani
- Pachypasa trapezina
- Pachypasa trilineata
- Pachypasa truncata